# Tillington, Staffordshire
Tillington är en stadsdel i Stafford i distriktet Stafford i grevskapet Staffordshire i England. Tillington var en civil parish 1858–1917 när blev den en del av Stafford. Civil parish hade 1 450 invånare år 1911. Byn nämndes i Domedagsboken (Domesday Book) år 1086, och kallades då Tillintone.